# János Parti
János Parti (Budapest, 24 ottobre 1932 – Budapest, 6 marzo 1999) è stato un canoista ungherese.

## Palmarès

### Olimpiadi
- Oro a Roma 1960 nel C1 1000 metri.
- Argento a Helsinki 1952 nel C1 1000 metri.
- Argento a Melbourne 1956 nel C1 10000 metri.

### Mondiali
- Oro a Mâcon 1954 nel C1 1000 metri.